# جوني لوندبيرغ
جوني لوندبيرغ (بالسويدية: Johnny Lundberg)‏ (15 أبريل 1982 في السويد - ) هو لاعب كرة قدم سويدي في مركز قلب الدفاع. لعب مع نادي نوردشيلاند ونادي هالمستاد وSandnes Ulf ‏ ونادي لاندسكرونا ‏.

## وصلات خارجية
- جوني لوندبيرغ على موقع اتحاد السويد (السويدية)
- جوني لوندبيرغ على موقع قاعدة بيانات كرة القدم.إي يو (الإنجليزية)
- جوني لوندبيرغ على موقع Soccerway.com (الإنجليزية)